# (5200) Pamal
(5200) Pamal (1983 CM) – planetoida z pasa głównego asteroid okrążająca Słońce w ciągu 3,36 lat w średniej odległości 2,24 j.a. Odkryta 11 lutego 1983 roku.